# Liste portugiesischstämmiger Persönlichkeiten aus Angola
Die Liste portugiesischstämmiger Persönlichkeiten aus Angola führt bekannte Angolaner auf, die in Portugal geboren wurden oder von Portugiesen abstammen, die nach Angola einwanderten. Die Liste ist alphabetisch nach Nachnamen sortiert und erhebt keinen Anspruch auf Vollständigkeit.

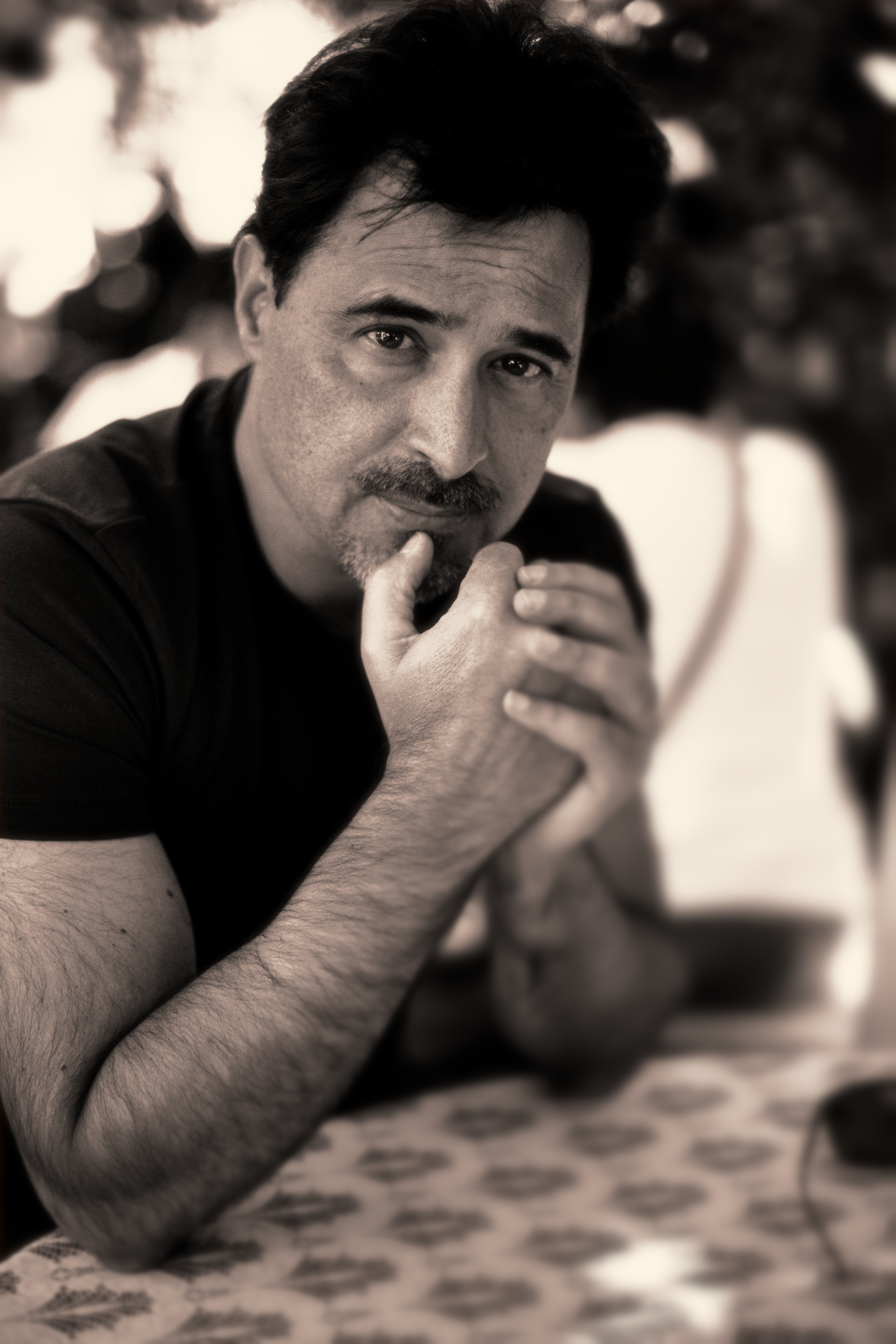
José Eduardo Agualusa

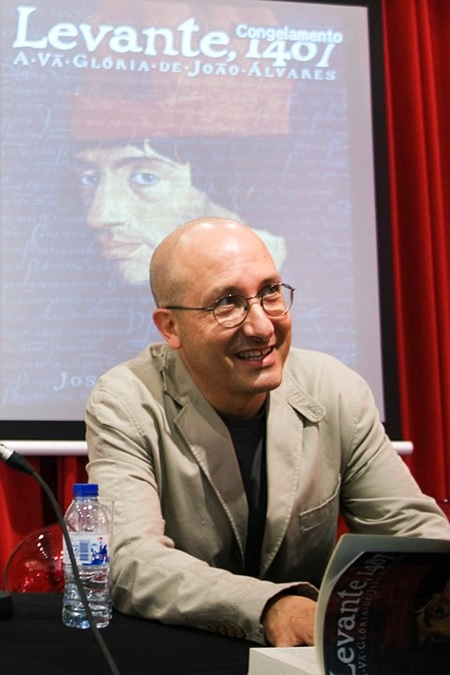
José Maria Pimentel

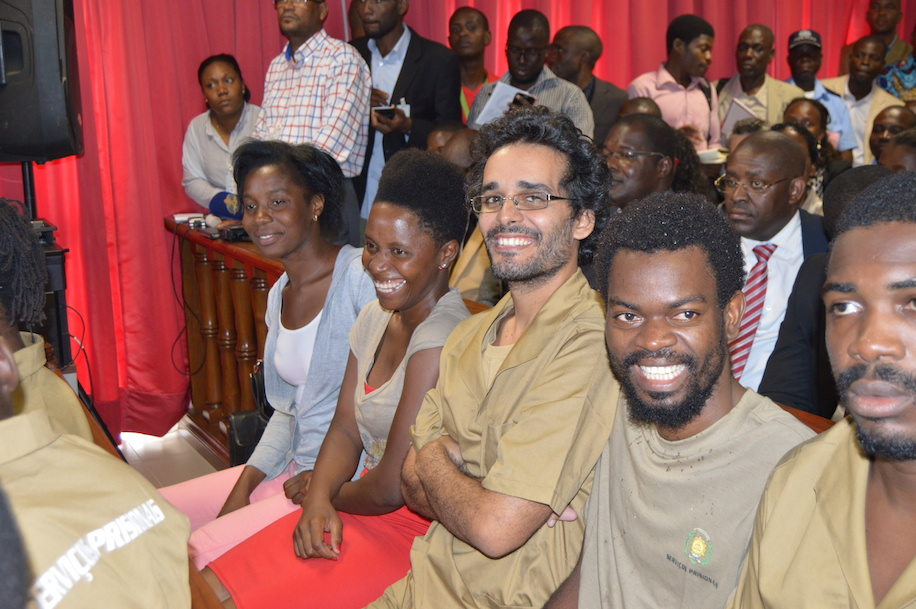
Luaty Beirão (Mitte) mit anderen Aktivisten im Gerichtssaal in Luanda (2015)

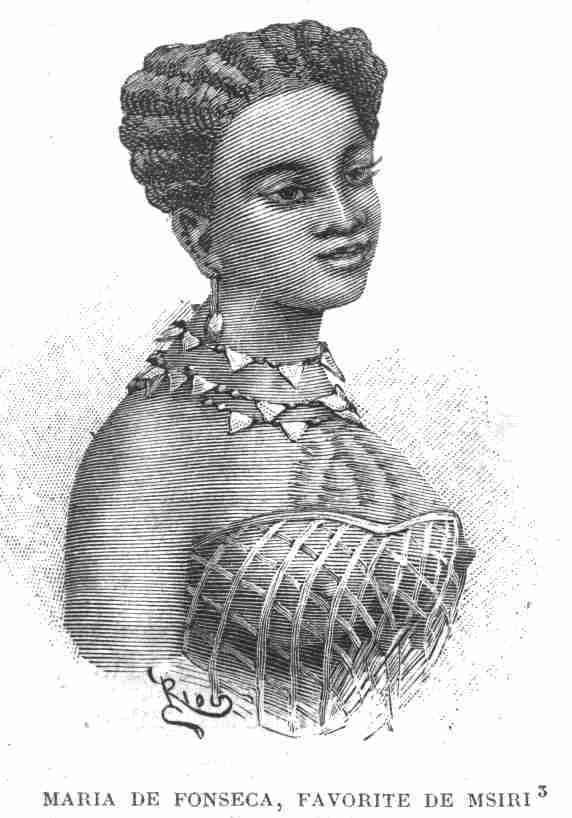
Maria de Fonseca

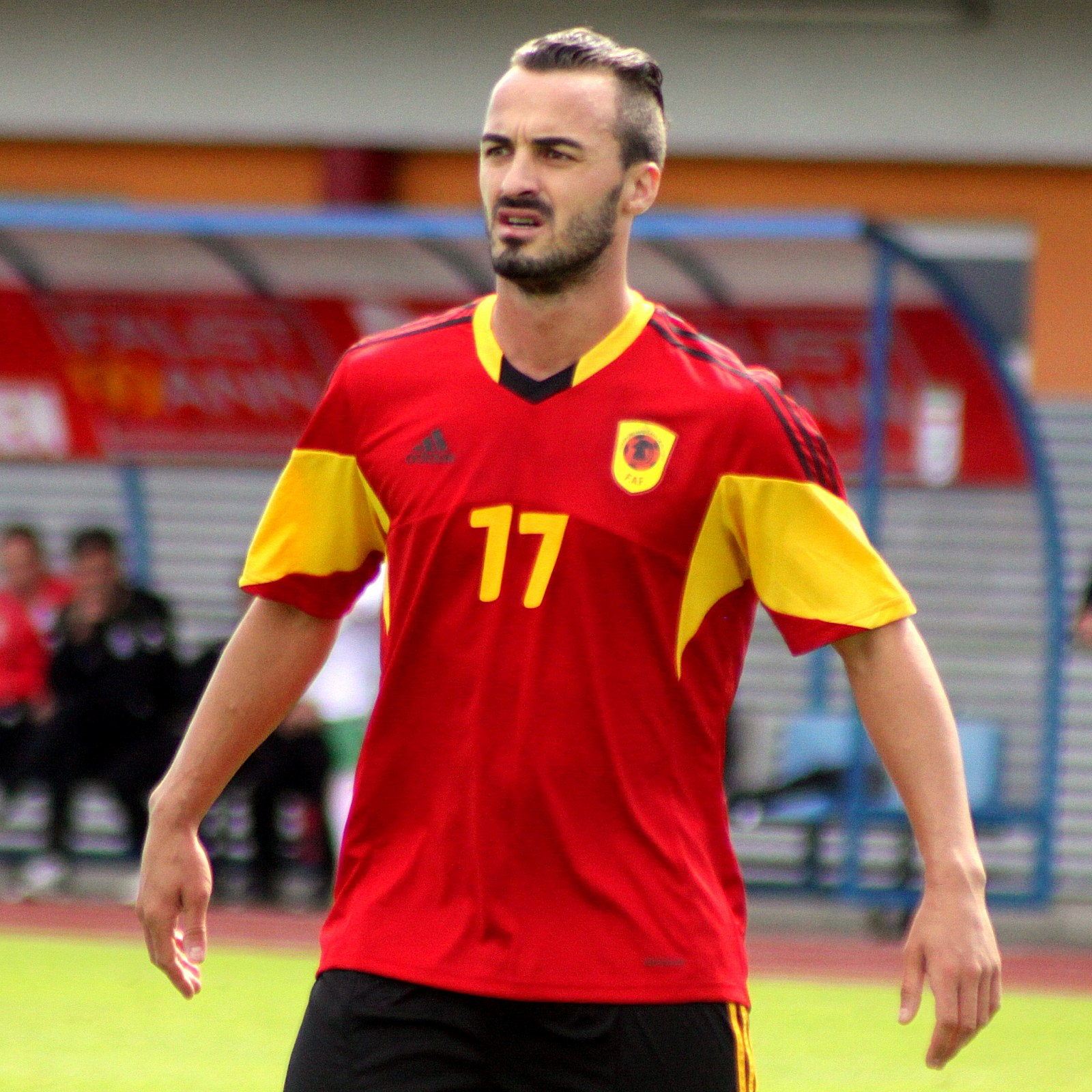
Rúben Gouveia im angolanischen Nationaltrikot (2014)

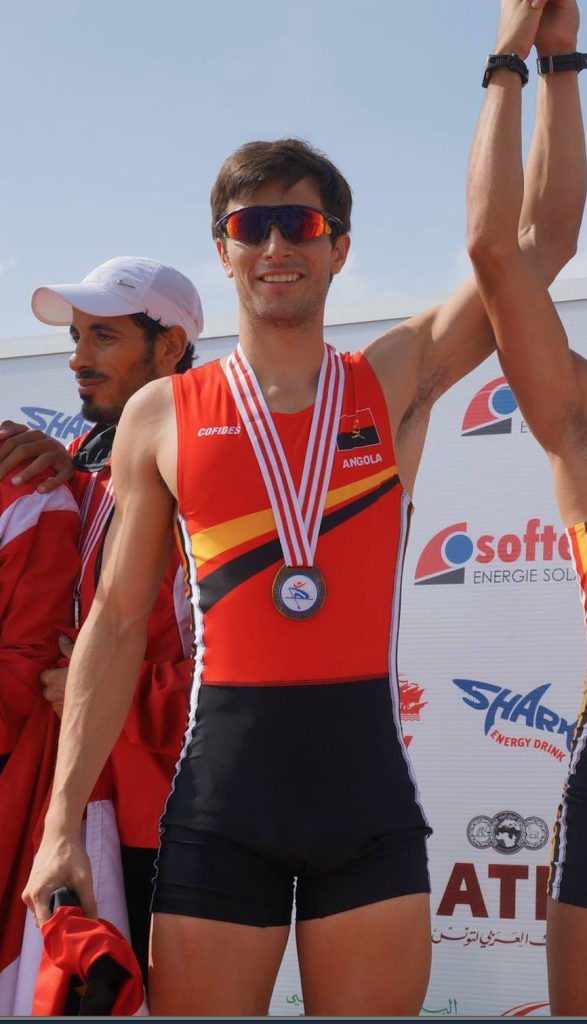
André Matias (2013)

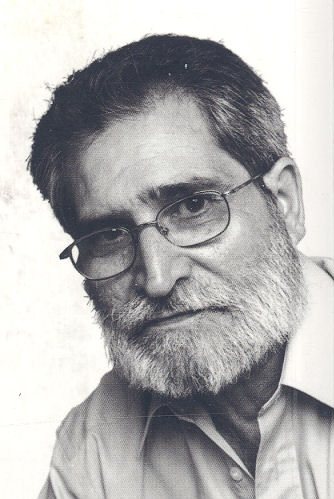
Pepetela (2006)

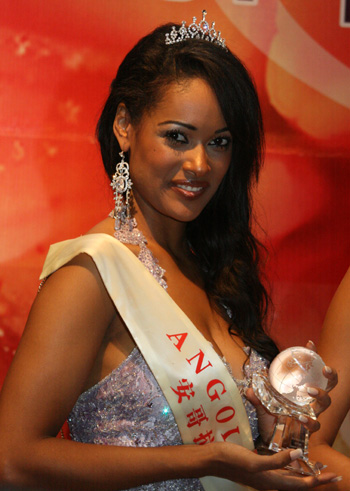
Micalea Reis, Miss Angola 07

Das afrikanische Land Angola war seit dem 15. Jahrhundert bis 1975 portugiesische Kolonie; Angola und Portugal stehen bis heute in engen und vielfältigen Beziehungen.

## A
- Henrique Abranches (* 1932 in Lissabon, Portugal, † 2006 in Südafrika), angolanischer Schriftsteller
- Marco Abreu (* 1974 in Sá da Bandeira, heute Lubango), angolanischer Fußballnationalspieler, Sohn portugiesischer Siedler
- José Eduardo Agualusa (* 1960 in Nova Lisboa, heute Huambo), angolanischer Schriftsteller portugiesischer Abstammung
- Wilson Alegre (* 1984 in Huambo), angolanischer Fußballspieler portugiesischer Abstammung, angolanischer Nationalspieler
- Mário António (* 1934 in Maquela do Zombo, † in 1989 in Lissabon, Portugal), angolanischer Lyriker und Unabhängigkeitsaktivist

## B
- Luaty Beirão (* 1981 in Luanda), angolanisch-portugiesischer Rapper und Menschenrechtsaktivist
- Evandro Brandão (* 1991 in Luanda), angolanischer Fußballspieler portugiesischer Abstammung, bis 2010 portugiesischer, seit 2014 angolanischer Nationalspieler

## C
- António de Oliveira de Cadornega (* 1623 in Vila Viçosa, Portugal, † 1690 in Luanda), portugiesischer Militär, früher angolanischer Historiker und Bewunderer Königin Jingas
- Afonso Abel de Campos (* 1962 in Luanda), angolanischer Fußballnationalspieler portugiesischer Abstammung
- Iko Carreira (1933–2000), angolanischer Politiker und Diplomat portugiesischer Abstammung, angolanischer Verteidigungsminister 1975–1980
- Carlos Conceição (* 1979 in Angola), angolanisch-portugiesischer Filmschaffender
- Nádia Cruz (* 1975 in Luanda), Schwimmerin portugiesischer Abstammung, angolanische Olympiateilnehmerin 1988, 1992, 1996 und 2000
- Victorino Cunha (* 1945 in Mogofores, Portugal), in Angola aufgewachsener Basketballspieler und Trainer, wegbereitender Trainer der angolanischen Basketballnationalmannschaft 1989–1994

## D
- Sharam Diniz (* 1991 in Luanda), Model und Schauspielerin angolanisch-portugiesischer Abstammung

## E
- Walter Novo Estrela (* 1967 in Moçâmedes), angolanisch-portugiesischer Fußballspieler und -trainer, angolanischer Nationalspieler

## F
- Carlos Alberto Fernandes (* 1979 in Kinshasa Zaire, heute Demokratische Republik Kongo), angolanisch-portugiesischer Fußballspieler, angolanischer Nationalspieler
- Yahenda Joaquim Caires Fernandes (* 1978 in Arouca, Portugal), angolanisch-portugiesischer Fußballspieler, angolanischer Nationalspieler
- Paulo José Lopes Figueiredo (* 1972 in Malanje), angolanischer Fußballnationalspieler, Sohn portugiesischer Siedler
- Ernesto Lara Filho (* 1932 in Benguela, † 1977 in Huambo), angolanisch-portugiesischer Journalist und Schriftsteller
- Maria de Fonseca (* ca. 1846), Tochter einer angolanisch-portugiesischen Händlerfamilie, Gattin des Königs Msiri
- Elsa Freire (* 1974), Schwimmerin der angolanische Olympiamannschaften 1988 und 1992 mit portugiesischen Vorfahren
- Jaime Freitas (* 1950 in Lubango), angolanischer Unternehmer portugiesischer Abstammung, zählt heute zu den zehn reichsten Angolanern
- Marco Freitas (* 1972 in Benguela), angolanisch-portugiesischer Fußballspieler, angolanischer Nationalspieler

## G
- Salvador Gordo (* 2003 in Luanda), olympischer Schwimmer, Angolaner mit portugiesischen Vorfahren
- Rúben Gouveia (* 1985 in Lissabon, Portugal), angolanischer Fußballnationalspieler

## J
- António Jacinto (* 1924 in Luanda, † 1991 in Lissabon, Portugal), angolanischer Dichter und Aktivist, Sohn portugiesischer Eltern

## L
- Alda Lara (* 1930 in Benguela, † 1962 in Cambambe), angolanische Lyrikerin und Schriftstellerin portugiesischer Abstammung, Schwester von Ernesto Lara Filho
- Lúcio Lara (* 1929 in Nova Lisboa (heute Huambo), † 2016 in Luanda), angolanischer Präsident, Sohn eines Portugiesen, Onkel von Alda Lara und Ernesto Lara Filho
- Cremilda de Lima (* 1940), angolanische Kinderbuchautorin und Bildungsfunktionärin, Nachfahrin portugiesischer Siedler
- Pedro Lima (* 1971 in Luanda, † 2020 in Cascais, Portugal), angolanisch-portugiesischer Schwimmer und Schauspieler, angolanischer Olympiateilnehmer 1988 und 1992

## M
- André Matias (* 1989), angolanischer olympischer Ruderer mit portugiesischen Vorfahren, gewann Bronze bei den Afrikameisterschaften 2013
- Maria do Carmo Medina (* 1925 in Lissabon, † 2014 ebenda, beerdigt in Luanda), angolanische Richterin und Menschenrechtsaktivistin, 1956 nach Angola ausgewandert

## N
- Ana Sofia Nóbrega (* 1990 in Vila Real, Portugal), angolanische Schwimmerin

## P
- Edgar Pacheco (* 1977 in Luanda), Sohn eines Portugiesen und einer Angolanerin, zunächst portugiesischer Fußballnationalspieler, durfte danach aus fußballbürokratischen Gründen nicht für Angola antreten
- Marco Paulo (* 1976 in Luanda), angolanisch-portugiesischer Fußballspieler, portugiesischer Jugendnationalspieler und angolanischer Nationalspieler
- Pepetela (* 1941 in Benguela), angolanischer Schriftsteller und Befreiungskämpfer, Nachfahre portugiesischer Siedler
- José Maria Pimentel (* 1956 in Luanda), angolanisch-portugiesischer Schriftsteller und Illustrator

## R
- Micalea Reis (* 1988 in Luanda), angolanisch-portugiesische Schauspielerin, Miss Angola 2007
- Óscar Bento Ribas (* 1909 in Luanda, † 2004 in Cascais, Portugal), angolanischer Schriftsteller und Ethnologe, Sohn eines Portugiesen und einer Angolanerin
- João Ricardo (* 1970 in Luanda), angolanischer Fußballspieler portugiesischer Abstammung, Nationaltorwart Angolas

## S
- Francisco Santos (* 1962 in Luanda), angolanisch-portugiesischer Künstler und früherer Schwimmer, angolanischer Olympiateilnehmer
- João Paulo de Silva (* 1964 in Luanda), Sportschütze mit portugiesischen Vorfahren, angolanische Olympiamannschaft 2000 und 2016
- Hugo Soares (* 1974 in Luanda), angolanischer Fußballspieler mit portugiesischen Vorfahren

## V
- Amélia Veiga (* 1932 in Silves, Portugal), angolanische Lyrikerin und Hochschullehrerin
- Luandino Vieira (* 1935 in Ourém, Portugal), portugiesisch-angolanischer Schriftsteller, Aktivist der angolanischen Unabhängigkeit

## W
- Wilson (* 1969 in Moçâmedes), angolanisch-portugiesischer Fußballspieler, angolanischer Nationalspieler